# Gérard Diffloth
Gérard Diffloth (Châteauroux, 13 februari 1939 – Surin, 14 augustus 2023) was een Frans taalkundige, gespecialiseerd in de Austroaziatische talen.

## Biografie
Gérard Diffloth studeerde wiskunde en journalistiek in Frankrijk en vervolgens taalkunde aan de Universiteit van Californië te Berkeley. Na een jaar veldonderzoek in het zuiden van India promoveerde hij in 1968 op The Irula Language. A Close Relative of Tamil. Vervolgens specialiseerde hij zich in de tot op dat moment nauwelijks bekende Mon-Khmertalen van Zuidoost-Azië. In talrijke boeken en tijdschriftartikelen heeft hij geschreven over het Semai, Jah-Hut, Chewong en Temiar, talen die worden gesproken op het Maleisisch Schiereiland; het Wa, Bulang, U, Palaung en Mang gesproken in het grensgebied van Myanmar en Yunnan; het Chong, Phalok, Mon, Nyah-Kur, Sô en Kuay uit Thailand; het Pear, Samrê, Sung, Sa-och, Brao, Kancho, Tempuan, Kuay en de diverse dialecten van het Khmer van Cambodja en verder over ruim twintig Mon-Khmer minderheidstalen in Laos en ruim tien talen van de bergvolkeren van Vietnam.
Diffloth was gedurende 17 jaar verbonden aan de Universiteit van Chicago en vervolgens acht jaar aan de Cornell-universiteit (Ithaca, New York), waar hij in 1988 werd benoemd tot hoogleraar taalkunde en aziatische studies. Verder was hij als gasthoogleraar verbonden aan de Universiteit van Kioto (1976-1977) en aan de Academia Sinica van Taiwan (1996-1997). Hij is sinds 2000 lid van de École Française d'Extrême-Orient te Siem Reap-Angkor, Cambodja.
In 1974 schreef Diffloth een lemma over de Austroaziatische talen in de Encyclopædia Britannica. De door hem in dat artikel ontwikkelde onderverdeling van het Austroaziatisch in twaalf taalgroepen is sindsdien de meest gebruikte classificatie. Dit geldt met name voor de meer algemene werken.
Diffloth overleed op 84-jarige leeftijd in het ziekenhuis van Surin, Thailand.

## Boekpublicaties
- (-) Introduction to Comparative Mon-Khmer.
- (-) Mon-Khmer Etymological Dictionary.
- (1999) Socio-Cultural Matters in the Upland Watersheds of Southern Laos. A Personal Report.
- (1998) The Ethnic Situation in the Central Highlands (over minderheden in Vietnam).
- (1995) Report to Halcrow (Sir William Halcrow & Partners), over minderheden in Laos.
- (1992) The Indigenous Minorities of Cambodia and the Elections, Report United Nations Transitional Authority in Cambodia, (over minderheden in Cambodja).
- (199?) A History of the Khmer Language.
- (1984) The Dvaravati Old Mon Language and Nyah Kur, Bangkok (Chulalongkorn University Print House), Monic Language Studies, vol. 1, ISBN 9745637831
- (1980) The Wa Languages, Berkeley (Dept. of Linguistics, University of California), Linguistics of the Tibeto-Burman area, 5:2.
- (1976) Austroasiatic Number Systems, (Linguistics. An international review, 174), samen met Norman H Zide.
- (1976) Proto-Mon-Khmer Final Spirants, Kyoto (Center for Southeast Asian Studies, Kyoto University), Discussion paper - Center for Southeast Asian Studies, no. 88.
- (1976) An Appraisal of Benedict's Views on Austroasiatic and Austro-Thai Relations, Kyoto (Center for Southeast Asian Studies, Kyoto University), Discussion paper - Center for Southeast Asian Studies, no. 82.
- (1975) Jah-hět of Malaysia. Art and Culture, Kuala Lumpur (Penerbit Universiti Malaya), samen met Roland Werner.
- (1972) Notes on Expressive Meaning, Chicago (Chicago Linguistic Society), The Best of CLS), herdruk 1986.
- (1970) The Irula Language. A Close Relative of Tamil, Ann Arbor (University Microfilms, Inc.), proefschrift, oorspronkelijk verschenen 1968.